# Can Roig i Torres
Can Roig i Torres és un edifici emblemàtic de Santa Coloma de Gramenet, al Barcelonès, que actualment es fa servir com a seu de l'Escola Municipal de Música. És una obra protegida com a Bé Cultural d'Interès Local.

## Descripció
Edifici d'estil modernista afrancesat, es disposa d'esquena als carrers que el delimiten, on forma xamfrà, i presenta la façana principal al jardí. La casa és formada per dos cossos en angle, de planta baixa i un pis (i semisoterrani al cos esquerre) i golfes, units pel cos d'accés amb l'escala, coronat per la característica torre en punxa. Tota la coberta és de ceràmica blava. A l'interior hi ha mostres d'arts decoratives, com treball de la fusta, serralleria, etc.

## Història
Va ser construïda entre el 1910 i el 1913 per iniciativa de Rafael Roig i Torres. La construcció va guanyar el premi de l'Ajuntament i la Diputació de Barcelona. Durant la Guerra va ser hospital, després va ser seu de la Falange, més tard una escola. L'any 1987 es remodelà per a convertir-la en l'Escola Municipal de música. L'any 2007 es va inaugurar al subsòl de l'edifici el nou Auditori Can Roig i Torres.